# Acer neoTouch S200
Acer neoTouch S200 — один из первых телефонов на чипсете Snapdragon (второй после Toshiba TG01) и один из первых, поставлявшихся с операционной системой Windows Mobile 6.5.
До начала продаж устройство упоминается как Acer F1. Продажи аппарата в Европе начались 6 октября 2009 года, в России — в ноябре. Рекомендованная розничная цена в России составляла 19 990 рублей.
В отличие от моделей Acer предыдущей линейки, в Acer S200 не используется фирменная оболочка Acer Shell UI. Вместе с тем, доступна иная альтернатива экрану «Сегодня», заменяющая его на несколько иконок.

## Портирование других операционных систем
На данный момент существует проект по портированию Android на Acer S200.
По состоянию на 2011 год с данной прошивкой работают:
- GSM/GPRS/3G (только с современными SIM-картами)
- 3D-ускоритель (не полностью)
- Исходящие вызовы
- Входящие вызовы (только при активном голосовом соединении)
- Входящие SMS
- Исходящие SMS (только при активном голосовом соединении)
- Bluetooth
- USB
- Голосовой поиск
- Микрофон
- Звук (нестабильная работа)
- Все аппаратные.[3]

## Известные проблемы
- Если вставить стилус в гнездо для наушников, это разомкнёт контакт и звук больше не будет работать.
- В соединении GPS-чипа с GPS-антенной многих устройств модели создаётся короткое замыкание, в связи с чем устройство не использует имеющуюся у него антенну.[4]

По данным различных форумов: КЗ создается для постоянного тока, а для тока с частотой, на которой работают спутники, это не обязательно КЗ. Мод антенны реально помогает, но причина плохой (полной) работы GPS не выяснена до конца. Также этот мод (разрез антенны) не всегда приводит к желаемым результатам, а иногда — и к обратному действию (ухудшению работы). Также есть другие варианты улучшения работы GPS-приемника, но все они не являются научно обоснованными. Иногда даже полный отказ и использование вместо заводской антенны кусочка провода приводит к улучшению.